# Klassencollaboratie
Klassencollaboratie, klassensamenwerking, klassenverzoening of klassensolidariteit is een visie op de samenleving die het bestaan van verschillende sociale klassen erkent en een evenwicht of samenwerking ertussen noodzakelijk of voordelig acht. Het is het tegenovergestelde van klassenstrijd, het maatschappelijk conflict tussen de verschillende sociale klassen dat de grondslag vormt van het marxisme. Voor marxisten hebben de verschillende klassen tegenovergestelde belangen, vindt er klassenstrijd plaats en heeft de werkende klasse nood aan klassenbewustzijn. Klassencollaboratie is vanuit dit oogpunt verraad van de werkende klasse, waarbij men de belangen van de bezittende klasse gaat dienen. Klassensamenwerking is een fundament van verschillende ideologieën, waaronder de sociaaldemocratie, het corporatisme, het sociaal-conservatisme, het solidarisme en het fascisme.